# Campionati svedesi di sci alpino 1965
Ai Campionati svedesi di sci alpino 1965 furono assegnati i titoli di discesa libera, slalom gigante e slalom speciale, sia maschili sia femminili.

## Risultati
| Specialità      | Uomini     | Donne              |
| --------------- | ---------- | ------------------ |
| Discesa libera  | Olle Rolén | Kerstin Jacobsson  |
| Slalom gigante  | Olle Rolén | Vivi-Anne Wassdahl |
| Slalom speciale | Olle Rolén | Vivi-Anne Wassdahl |